# Realm of Chaos
Realm of Chaos – drugi album brytyjskiej grupy muzycznej Bolt Thrower. Wydawnictwo ukazało się 28 października 1989 roku nakładem wytwórni muzycznej Earache Records.

## Lista utworów
Opracowano na podstawie materiału źródłowego.
1. "Intro" – 1:17
2. "Eternal War" – 2:08
3. "Through the Eye of Terror" – 4:22
4. "Dark Millennium" – 2:59
5. "All that Remains" – 4:39
6. "Lost Souls Domain" – 4:13
7. "Plague Bearer" – 2:54
8. "World Eater" – 4:55
9. "Drowned in Torment" – 3:04
10. "Realm of Chaos" – 2:50
11. "Prophet of Hatred" – 3:52
12. "Outro" – 0:59

## Twórcy
Opracowano na podstawie materiału źródłowego.
| - Karl Willetts – śpiew - Gavin Ward – gitara - Barry Thompson – gitara - Andrew Whale – perkusja - Jo Bench – gitara basowa | - Digby Pearson - produkcja - Colin Richardson - miksowanie - Dave Lund - dizajn - John Sibbick - okładka - Addy Jones - zdjęcia |

## Wydania
| Rok  | Nr katalogowy | Nośnik                  | Wytwórnia muzyczna | Region            | Źródło |
| ---- | ------------- | ----------------------- | ------------------ | ----------------- | ------ |
| 1989 | MOSH 13       | LP, Album, Gat          | Earache Records    | Wielka Brytania   | [ 3 ]  |
| 1989 | MOSH 13 CD    | CD, Album               | Earache Records    | Wielka Brytania   | [ 3 ]  |
| 1989 | MOSH 13 P     | LP, Ltd, Pic            | Earache Records    | Wielka Brytania   | [ 3 ]  |
| 1991 | MOSH 13       | LP, Album, Ltd, RE, Spl | Earache Records    | Wielka Brytania   | [ 3 ]  |
| 1995 | MOSH 13       | Cass, RE                | Earache Records    | Stany Zjednoczone | [ 3 ]  |
| 2005 | MOSH 1301CD   | CD, Album, RE           | Earache Records    | Wielka Brytania   | [ 3 ]  |